# Bittescher Gneis
Bittescher Gneis ist ein durch Metamorphose entstandener Granitgneis.
Der Bittescher Gneis ist hell, stark geschiefert, fein- bis mittelkörnig, von plattiger Ausbildung und auf den Schichtflächen durch Längsstriemen geprägt. Benannt ist er nach der tschechischen Stadt Groß Bittesch, wonach er 1912 zuerst von Franz Eduard Suess beschrieben wurde.

## Entstehung
Vor etwa 800 Millionen Jahren, nach jüngeren Untersuchungen 580 Millionen Jahren drang aus dem Erdinneren Magma in die Erdkruste ein und erstarrte dort langsam zu Granit. Während der Varizsischen Gebirgsbildung wurde dieser Granit vor ca. 340 Millionen Jahren unter hohem Druck (ca. 8 Kilobar) und hohen Temperaturen (ca. 700 °C) metamorph überformt, wobei seine mineralischen Bestandteile in schiefrigen Striemen angeordnet und dabei plattig-bankig ausgewalzt wurden. Verbreitet treten weißliche Einschlüsse aus Feldspat von bis zu 2 cm Größe auf, oft auch mit Hellglimmer. In der Folge wurde der Gneis langsam durch Hebung und erosive Vorgänge freigelegt.

## Vorkommen
Mit seinen mächtigen und flächenhaft ausgedehnten Vorkommen bildet der Bittescher Gneis einen markanten und gut zu verfolgenden Gesteinszug des östlichen Moravikums.

## Abbau und Verwendung
Bittescher Gneis wird in zahlreichen Steinbrüchen wie etwa um Klein-Meiseldorf abgebaut. Er ist hart und wegen seiner plattigen Ausbildung als Tritt- und Dekorstein (im Garten) beliebt.